# 大倉工業
大倉工業株式会社（おおくらこうぎょう、英: Okura Industrial Co.,Ltd.）は、香川県丸亀市に本社を置く合成樹脂フィルムなどを製造する加工メーカー。

## 概要
各種ポリエチレン・ポリプロピレン製品や、光学機能性フィルム等の製造販売ほか、パーティクルボード・加工ボード・加工合板などの製造販売を主な内容としている。またグループ経営として、ホテル業、宅地造成および建物の建築販売、プレカット業ならびに不動産の賃貸などの事業を展開している。

## 沿革
- 1947年（昭和22年）7月 - 高松市において旧倉敷飛行機高松製作所の役員・従業員の一部をもって住宅業の「四国住宅株式会社」を設立
- 1951年（昭和26年）11月 - 商号を「四国実業株式会社」に変更
- 1955年（昭和30年）11月 - 商号を「大倉工業株式会社」に変更
- 1956年（昭和31年）1月 - ポリエチレンフィルム加工工場の操業を開始
- 1962年（昭和37年）
  - 1月 - 株式を大阪証券取引所第2部に上場
  - 10月 - ラワン合板の生産に進出
  - この年、大倉工業硬式野球部設立。都市対抗野球大会に何度か出場をはたしたが、1982年で活動休止、廃部となった。
- 1964年（昭和39年）1月 - 化粧合板工場の操業を開始
- 1966年（昭和41年）1月 - ハウス事業部を新設
- 1968年（昭和43年）7月 - 冷凍倉庫事業を開始
- 1970年（昭和45年）5月 - 株式を東京・大阪両証券取引所第1部に上場
- 1971年（昭和46年）2月 - パーティクルボード工場の操業を開始
- 1972年（昭和47年）9月 - 本社を香川県丸亀市に移転
- 1973年（昭和48年）7月 - 「オークラホテル高松」の営業を開始
- 1987年（昭和62年）4月 - ホテル事業部と新規材料事業部を新設
- 1988年（昭和63年）3月 - 瀬戸大橋の開通に合わせて香川県丸亀市において「オークラホテル丸亀」の営業を開始
- 1992年（平成4年）1月 - 「オークラ情報システム」および「ユニオングラビア」を分社化
- 1996年（平成8年）11月 - 「オークラホテル丸亀」および「オークラホテル高松」を分社化
- 1999年（平成11年）5月 - 丸亀第二工場内の合板工場を廃止
- 2000年（平成12年）7月 - 新規材料事業部新工場C棟完成
- 2001年（平成13年）9月 - 福岡工場と熊本工場を統合し、九州工場として操業開始
- 2003年（平成15年）
  - 4月 - 「オークラハウス」を分社化
  - 6月 - 丸亀第三工場を詫間工場へ移転統合
- 2004年（平成16年）
  - 3月 - 新規材料事業部新工場D棟完成
  - 9月 - 「九州オークラ」を分社化
- 2006年（平成18年）4月 - 「OKプロダクツ岡山」および「オークラプロダクツ香川」を分社化。丸亀第一工場を仲南工場へ移転統合。
- 2007年（平成19年）
  - 1月 - コーポレートセンターとR&Dセンターを新設
  - 7月 - 「関東オークラ」および「関西オークラ」を分社化
- 2009年（平成21年）1月 - 「オークラプレカットシステム」を設立
- 2015年（平成27年）- 新規材料事業部G棟（仲多度郡まんのう町）創業を開始
- 2016年（平成28年）7月 - 「オークラプロダクツ」を設立
- 2018年（平成30年）4月 - 岡山営業所を広島営業所へ移転統合
- 2019年（平成31年）1月 - 「埼玉オークラ」を設立
- 2019年（平成31年）4月 - 「オークラホテル高松」を売却
- 2022年（令和4年）1月 - 「関西オークラ」と「関東オークラ」を統合し、「KSオークラ」を設立
- 2023年（令和5年）5月 - 「OKURA VIETNAM CO., LTD. (オークラベトナム) 」を設立
- 2025年（令和7年）5月 - 「オークラBMワークス」を設立

## 生産拠点・営業拠点
合成樹脂事業部
- 合成樹脂事業部（香川県丸亀市）
- 東京支店（東京都豊島区）
- 名古屋支店（愛知県名古屋市北区）
- 大阪支店（大阪府大阪市西区）
- 広島営業所（広島県広島市西区）
- 四国営業所（香川県丸亀市）

- 丸亀第四工場（香川県丸亀市）
- 丸亀第五工場（香川県丸亀市）
- 仲南工場（香川県仲多度郡まんのう町）

新規材料事業部
- 新規材料事業部（香川県丸亀市）

建材事業部
- 建材事業部（香川県丸亀市）
- 詫間工場（香川県三豊市）
- 高瀬工場（香川県三豊市）

R&Dセンター
コーポレートセンター

## グループ会社
連結子会社
- 株式会社KSオークラ（滋賀県東近江市）（合成樹脂事業）
- 株式会社九州オークラ（熊本県熊本市北区）（合成樹脂事業）
- 株式会社埼玉オークラ（埼玉県東松山市）（合成樹脂事業）
- 株式会社オークラプロダクツ（香川県仲多度郡まんのう町）（合成樹脂事業）
- 株式会社カントウ（埼玉県東松山市）（合成樹脂事業）
- 株式会社オークラパック香川（香川県丸亀市）（合成樹脂事業）
- 株式会社ユニオン・グラビア（香川県丸亀市）（合成樹脂事業）
- オークラホテル株式会社（香川県丸亀市）（その他の事業－ホテル業）
- オークラ情報システム株式会社（香川県丸亀市）（その他の事業－情報処理システム開発事業）
- 株式会社オークラハウス（香川県丸亀市）（建材事業）
- 株式会社オークラプレカットシステム（香川県三豊市）（建材事業）
- 株式会社オークラBMワークス（香川県三豊市）（建材事業）

（一部に外部リンクを含む）
非連結子会社
- 無錫大倉包装材料有限公司（中国－江蘇省無錫市）（合成樹脂事業）
- 大宝株式会社（香川県丸亀市）（合成樹脂事業）
- 大倉産業株式会社（香川県丸亀市）（その他の事業－損害保険代理業務）
- OKURA VIETNAM CO., LTD. (オークラベトナム) （ベトナム-フエ市フーロック県）（新規材料事業）

関連会社
- オー・エル・エス有限会社（香川県丸亀市）（新規材料事業）
- 大友化成株式会社（香川県三豊市）（建材事業）
- 中讃ケーブルビジョン株式会社（香川県丸亀市）（その他の事業－有線テレビ放送事業）
- 尤妮佳包装材料（天津）有限公司（中国－天津市）（合成樹脂事業）